# Stiftelsen Årsta Gård
Stiftelsen Årsta Gård är en icke vinstinriktad stiftelse som bedriver särskola, särskolegymnasium, fritidsverksamhet, korttidstillsyn och elevhem för barn, ungdomar och unga vuxna med psykiska funktionsnedsättningar. Stiftelsen har i dag[när?] cirka 65 inskrivna elever med verksamhet på Årsta gård i Årsta i södra Stockholm och i före detta Liljeholmens folkskola i närbelägna Liljeholmen (Helenedal gymnasiesärskola). 
Cirka 120 personer arbetar inom stiftelsen. Stiftelsen driver även sommarkollo på feriegården Högtomt i närheten av Delsbo i Hudiksvalls kommun.